# جونيور ووكر
جونيور ووكر (بالإنجليزية: Autry DeWalt Mixon Jr.)‏ هو عازف جاز أمريكي، ولد في 14 يونيو 1931 في بليثفيل في الولايات المتحدة، وتوفي في 23 نوفمبر 1995 في باتل كريك في الولايات المتحدة بسبب سرطان.

## وصلات خارجية
- جونيور ووكر على موقع IMDb (الإنجليزية)
- جونيور ووكر على موقع ميوزك برينز (الإنجليزية)
- جونيور ووكر على موقع إن إن دي بي (الإنجليزية)
- جونيور ووكر على موقع أول ميوزيك (الإنجليزية)
- جونيور ووكر على موقع ديسكوغز (الإنجليزية)
- جونيور ووكر على موقع قاعدة بيانات الفيلم (الإنجليزية)